# Mangold von Sternberg
Mangold von Sternberg, Manegoldus o Manegolt (... – 1283), fu Gran Maestro dell'Ordine Livoniano dal 1281 al 1282. Ricoprì inoltre il ruolo di Landmarschall negli anni 1280-1283 in Prussia.

## Biografia

### Vita
Non è chiaro dove fosse nato Mangold. Il suffisso von Sternberg testimonia che fosse verosimilmente della città di Sternberg nelle vicinanze di Würzburg. Tuttavia, von Sternberg appare come lo si riporta oggi solo in fonti cronologicamente a lui successive: quando era ancora in vita, ci si riferiva a lui col semplice nome Mangold.
Non è noto quando e dove si unì ai ranghi dell'Ordine Teutonico. Giunse in Prussia nel 1274 e vi rimase fino al 1282. Fu di stanza a Königsberg, inizialmente nel rango di ordinario. Col tempo, riuscì a scalare la gerarchia e ricoprire il ruolo di comandante del re. Divenne poi Landmeister di Prussia dopo le dimissioni dall'incarico di Konrad von Feuchtwangen a metà del 1280.
La nomina a Gran Maestro di Livonia avvenne nell'autunno 1281, durante una riunione del capitolo provinciale al castello di Fellin. Dopo un anno, Mangold tornò in Prussia: da lì, si spostò nuovamente alla volta della Terra santa per partecipare alla nomina del Gran maestro dell'Ordine teutonico. Durante la sua permanenza nel Vicino Oriente, si dimise dal ruolo di guida dei cavalieri livoniani, lasciando l’incarico a chi, nella precedente votazione, aveva ricevuto pochi voti meno di lui: Wilken von Endorp. Dopo aver lasciato la Palestina, morì su una nave durante il viaggio di ritorno.

### Operazioni militari
Nell'inverno del 1281-1282, un grande esercito crociato conquistò la città pagana di Mitau (Jelgava) sulle rive del fiume Lielupe. I semgalli promisero di rimanere neutrali, ma fu un voto difficile da mantenere, dato che i lituani si ostinavano ad attraversare le loro terre.
Nel corso degli stessi mesi, le fortezze in Samogizia vennero attaccate, le colture incendiate, il bestiame trafugato, donne e bambini ridotti in schiavitù e ucciso chi si opponesse.
Coloro che vivevano vicino al fiume Nemunas furono costretti a spostarsi più nelle zone più interne della Samogizia, trovando rifugio nelle foreste e nelle paludi abbondanti ed estese della regione e alle porte dell'Aukštaitija.